# Oreneta cuablanca del Nepal
L'oreneta cuablanca del Nepal (Delichon nipalense) és una espècie d'ocell de la família dels hirundínids (Hirundinidae). Es troba a la Xina, Buthan, l'Índia, Myanmar, Laos, Vietnam, Nepal i Tailàndia. Els seus hàbitats principals són els roquissars, els cursos d'aigua i les àrees urbanes. El seu estat de conservació es considera de risc mínim.